# پرینس اسپورتس
پرینس اسپورتس (انگلیسی: Prince Sports) شرکت تجهیزات ورزشی آمریکایی است، که در سال ۱۹۷۰ توسط رابرت اچ مک‌کلور تأسیس شد.